# ザ・グレイトブッダ・シンポジウム
ザ・グレイトブッダ・シンポジウム（略称：GBS）は、毎年1度、奈良市の東大寺にて行われるシンポジウムである。
2002年（平成14年）の第1回は、東大寺の本尊である盧舎那仏像（奈良の大仏）の開眼1250年を記念して開催された。その後、定期開催に至った。シンポジウムでは、幾人もの研究者が集まり、東大寺やその周辺分野（華厳思想、歴史学、考古学、美術史学、建築史学など）に関わる研究発表をしたり、討論会を開いたりしている。このシンポジウムの模様は、1年後に発売される論集にまとめられる。

## 開催内容
論集は、GBS実行委員会が編集、法藏館が毎年末に発行している
- 第一回、2002年（平成14年）10月26日・27日「東大寺の歴史と教学」 - 『論集 東大寺の歴史と教学』〈ザ・グレイトブッダ・シンポジウム〉第一号、2003年
- 第二回、2003年（平成15年）12月20日・21日「東大寺創建前後」 - 『論集 東大寺創建前後』〈ザ・グレイトブッダ・シンポジウム〉第二号、2004年
- 第三回、2004年（平成16年）12月「カミとほとけ―宗教文化とその歴史的基礎」- 『論集 カミとほとけ：宗教文化とその歴史的基礎』〈ザ・グレイトブッダ・シンポジウム〉第三号、2005年
- 第四回、2005年（平成17年）12月10日・11日「近世の奈良東大寺」 - 『論集 近世の奈良・東大寺』〈ザ・グレイトブッダ・シンポジウム〉第四号、2006年
- 第五回、2006年（平成18年）12月9日・10日「鎌倉期の東大寺復興―重源上人とその周辺」 - 『論集 鎌倉期の東大寺復興：重源上人とその周辺』〈ザ・グレイテストブッダ・シンポジウム論集〉第五号、2007年
- 第六回、2007年（平成19年）12月22日・23日「日本仏教史における東大寺戒壇院」- 『論集 日本仏教史における東大寺戒壇院』
- 第7号『論集　東大寺法華堂の創建と教学』- ※以下は論集表記のみ
- 第8号『論集　東大寺二月堂－修二会の伝統とその思想』
- 第9号『論集　光明皇后　奈良時代の福祉と文化』
- 第10号『論集　華厳文化の潮流』
- 第11号『論集　平安時代の東大寺　密教興隆と末法到来のなかで』
- 第12号『論集　中世東大寺の華厳世界　戒律・禅・浄土』
- 第13号『論集　仏教文化遺産の継承　自然・文化・東大寺』
- 第14号『論集　古代東大寺の世界 『東大寺要録』を読み直す』
- 第15号『論集　日宋交流期の東大寺　奝然上人一千年大遠忌にちなんで』
- 第16号『論集　新羅仏教の思想と文化　奈良仏教への射程』
- 第17号『論集　明治時代の東大寺　近代化がもたらした光と影』
- 第18号『論集　東大寺と行基菩薩』
- 第19号『論集　室町時代の東大寺』
- 第20号『論集　良弁僧正　伝承と実像の間』
- 第21号『論集　東大寺と弘法大師空海』
- 第二十二回、2024年（令和6年）11月開催「東大寺東南院と南都仏教の展開」（論集は翌年刊行予定）